# Jan Štokr
Jan Štokr (Dačice, 16 de janeiro de 1983) é um ex-voleibolista profissional indoor checo que atuava na posição de oposto. Em 2021 o atleta anunciou a sua aposentadoria.

## Títulos
Clubes
Campeonato Checa:
- 2004
- 2002, 2003, 2019
- 2018, 2021

Copa da Checa:
- 2004, 2018, 2021[3]

Taça Challenge:
- 2010

Campeonato Mundial de Clubes:
- 2010, 2011, 2012
- 2016

Liga dos Campeões da Europa:
- 2011
- 2012

Campeonato Italiano:
- 2011, 2013
- 2012, 2017

Supercopa Italiana:
- 2011

Copa Itália:
- 2012, 2013

Taça CEV:
- 2017

## Premiações individuais
- 2011: Jogador Mais Valioso (MVP) da Supercopa Italiana
- 2012: Melhor oposto da Campeonato Mundial de Clubes